# Estación de Grañén
Grañén es una estación ferroviaria situada en el municipio español homónimo, en la provincia de Huesca, comunidad autónoma de Aragón. Cuenta con servicios de media distancia. En 2020 fue utilizada por 982 usuarios.

## Situación ferroviaria
Se encuentra ubicada en el punto kilométrico 69 de la línea férrea de ancho ibérico que une Madrid con Barcelona a 320 metros de altitud, entre las estaciones de Tardienta y Marcén-Poleñino. El kilometraje de la línea sufre un reinicio en la capital maña lo que explica ese valor tan bajo a pesar de la lejanía con Madrid.

## Historia
La estación fue abierta al tráfico el 18 de septiembre de 1861, con la apertura del tramo Zaragoza-Lérida de la línea férrea que pretendía conectar Zaragoza con Barcelona. Las obras corrieron a cargo de la Compañía del Ferrocarril de Barcelona a Zaragoza. Buscando mejorar tanto el enlace de la línea con otros trazados, así como su salud financiera, la compañía decidió en 1864 unirse con la empresa que gestionaba la línea férrea que enlazaba Zaragoza con Pamplona, dando lugar a la Compañía de los Ferrocarriles de Zaragoza a Pamplona y a Barcelona. Dicha fusión se mantuvo hasta que en 1878 la poderosa Norte que buscaba extender sus actividades al este de la península logró hacerse con la compañía.
Norte mantuvo la gestión de la estación hasta que en 1941 se produjo la nacionalización del ferrocarril en España y todas las compañías existentes pasaron a integrarse en la recién creada RENFE. Desde el 31 de diciembre de 2004 Renfe Operadora explota la línea mientras que Adif es la titular de las instalaciones ferroviarias. 
En mayo del 2011 la estación sufrió una amplia remodelación. Las obras afectaron principalmente al edificio para viajeros que fue rehabilitado, pintando la fachada, saneando sus cubiertas y reponiendo puntos de iluminación. También se creó un refugio de hormigón para los viajeros en el andén lateral en sustitución del propio edificio de viajeros, ya que se optó por tapiarlo a pesar de la restauración. En total, las diferentes actuaciones realizadas en las instalaciones tuvieron un coste de 92133 €. Actualmente, la estación de tren de la localidad de Grañén es especialmente utilizada durante el fin de semana por aquellos que desarrollan sus estudios en la capital aragonesa.

## Servicios ferroviarios

### Media Distancia
Los servicios de Media Distancia que ofrece Renfe tienen como principales destinos Zaragoza y Lérida. 
| Operador | Línea MD | Trenes                   | Origen/Destino                     |  | Destino/Origen  |
| -------- | -------- | ------------------------ | ---------------------------------- |  | --------------- |
| Renfe    | 38       | Regional Regional Exprés | Madrid-Chamartín Zaragoza-Delicias |  | Lérida Pirineos |